# 마살라 차이
마살라 차이, 마살라 짜이 또는 단순히 차이나 짜이(힌디어: मसाला चाय, 우르두어: مصالہ چاۓ, 영어: Masala chai)는 홍차와 우유, 인도식 항신료를 함께 넣고 끓인 음료이다. 인도에서 유래하였으며, 인도 아대륙을 포함한 각국에서 널리 음용되고 있다.
본디, 차이는 차 음료를 포괄하는 넓은 의미의 단어지만, 한국에서는 주로 ‘마살라 차이’(Masala chai, ‘spiced tea’를 뜻함)를 지칭하는 말로 통용된다.

## 용어

### 차이

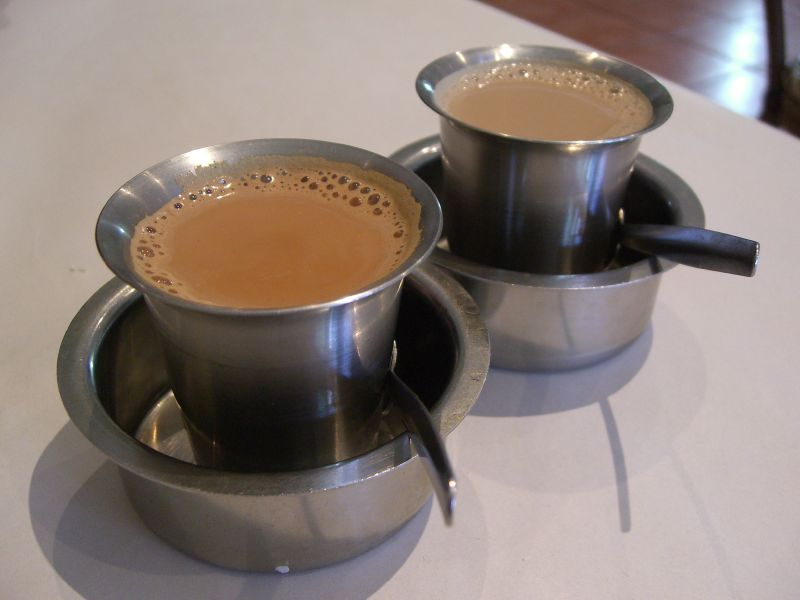
잔에 담긴 차이와 인도식 커피

차이(힌디어: चाय, 우르두어: چاۓ)는 인도대륙과 많은 남아시아권 국가에서 차를 의미하는 간단한 용어로 쓰이고 있다.
인도에서 홍차를 마시는 습관은 영국령 인도 제국 시대에 영국인이 중국에서 들여왔다고 한다. 그 때문에, 컵의 내용물을 접시받침에 옮겨 마시는 등의 낡은 영국풍의 차문화가 남아있는 곳이 일부 있다.
인도 대륙 북부에서는 차이를 선호하고, 남부에서는 인도식 커피를 선호한다. 인도를 철도로 여행하다보면 북부에서는 기내에서 흔히 차이가 판매되고 있지만, 남부 지역으로 가면서 커피판매 빈도가 올라간다.
비록 일부 남인도 지역에서는 커피가 더 인기 있는 음료이지만, “차이 왈라”라고 불리는 차이 노점상들을 흔히 볼 수 있는 남인도를 비롯하여, 남아시아 지역에서는 어디서나 접할 수 있는 대중화된 음료로 차이가 자리 잡고 있다.
인도의 차이는 서민적인 음료로, 일반적으로 냄비나 주전자에 소량의 물로 홍차를 끓여낸 후 많은 양의 우유를 더해 장시간 우린다. 이후, 설탕을 다량 첨가하여 맛내기 한다.
전통적으로, 차이를 만들 때는 찻잎을 장시간 끓인다. 이런 방식을 통해서 커피에 버금가는 카페인 함량을 얻는다. 찻잎을 오랜 시간 끓이는 방식은 단순히 뜨거운 물에 찻잎을 우려내는 방식보다 더 많은 카페인을 얻을 수 있다. 이러한 조리 방식은 식민지 시절 인도에서 생산된 홍차 가운데, 품질이 좋은 것은 모두 영국으로 보내지고, 인도의 서민들에게는 상품가치가 떨어지는 하급의 홍차잎만 남겨진 역사적 배경 때문에 생겨났다. 결국, 차이는 더스트 티로 불리는 미세한 먼지와 같은 질낮은 찻잎으로 홍차를 맛있게 만드는 방법으로써 개발된 것이다.
고급 호텔이나 레스토랑 등에서는 영국식으로 다기와 우유·설탕을 따로 제공하는 것이 일반적이고, 좋은 품질의 찻잎으로 오래 끓이지 않고 바로 제공된다.
차이는 아주 달게 만들어지므로, 인도 사람들은 일반적으로 큰 잔으로 마시지 않는 경우가 많다. 인도 사람들은 보통 크기의 찻잔에 티스푼으로 3번 이상 설탕을 넣는 것이 일반적이고, 그것보다 많이 넣는 사람도 있다. 따라서 대량으로 마시는 경우는 적고, 보통 차이용 찻잔은 통상 크기의 절반에서 3분의 1 정도의 크기인 것이 대부분이다.
인도에서는 도기보다 금속기가 깨끗하다고 생각하는 경향이 있기 때문에, 찻잔과 찻잔 받침 대신에 금속 재질의 컵을 사용하는 경우가 많다. 그 외 많은 가게에서는, 두꺼운 유리 컵이 사용되고 있다. 노천의 차이왈라나 기차의 기내에서 판매되는 경우에는, 점토를 초벌구이한 작은 일회용 컵으로 제공 되며, 차이를 마신 후에는 던져서 깨뜨려버린다.

## 마살라 차이

### 역사
차나무는 고대부터 인도 아삼 지방에서 널리 자생하였으나, 역사적으로 남아시아인들은 차를 음료보다는 치료용 약초의 한 종류로 보아서 음료의 재료로 널리 쓰이지는 못했다. 현재까지 마살라 차이에 첨가되는 향신료 중 일부는 인도의 전통 의학인 아유르베다에서 유래한 것이다.
1830년대, 영국의 동인도회사는 중국의 차 무역 독점을 우려하게 되었다. 이 무렵 영국의 막대한 차 소비량은 연간 1인당 1파운드 가까이 된다. 비슷한 시기, 인도지역 영국 식민지 개척자들은 아삼 지역에서 자생하는 차나무의 존재를 알게 되어 현지에서 대규모 차나무 플랜테이션을 경작하기 시작하였다. 1870년, 영국에서 소비되는 차의 90% 이상은 중국이 원산지였으나, 1900년 무렵 중국산의 비율은 10% 대로 낮아지고 인도산(50%)과 스리랑카산(33%)으로 광범위하게 대체되었다.
인도 내에서의 차 소비량은 영국이 소유한 인도 차 협회가 20세기 초 펼친 적극적인 홍보 캠페인 전까지는 낮은 상태로 머무르고 있었다. 그러나, 이러한 홍보정책은 공장과 광산, 섬유공장들이 노동자들에게 차를 마시는 휴식시간(tea breaks)을 제공하도록 장려하였으며, 당시 급속히 늘어나던 철도역 도처에 “차이 왈라”라고 불리는 일인 차이 노점상들이 등장하게 되는 역사적 배경이 되었다.
공식 홍보 캠페인 당시의 차는 소량의 우유와 설탕이 첨가된 영국식으로 제공되었다. 그러나 당시 찻잎의 가격은 비싼편이어서, 차이 왈라들은 차에 향신료를 더하고 우유와 설탕의 비율을 크게 늘려 전체적으로 찻잎의 사용량을 줄이는 방법으로 가격을 낮추려는 움직임을 보였다. 초기에 인도 차 협회는 차이 왈라들의 이런 경향에 반대했지만, 인도 차협회의 비판적 반응에도 불구하고 마살라 차이는 현재와 같은 형태로 자리잡아, 인도뿐만 아니라 남아시아를 넘어 전 세계적으로 퍼져나가며 인기있는 음료의 반열에 올랐다.

### 준비
마살라 차이를 만드는 가장 간단한 전통적 방식은 우유와 물·루스리프식 찻잎·감미료·향신료를 함께 넣고 끓이거나 삶는 것이다. 전 세계적으로 다양한 종류의 차이 제품이 시판되고 있으며, 인도 내에서는 가족 고유의 방식으로 블렌딩 하는 경우도 있다. 삶은 후, 딱딱하게 굳은 찻잎과 향신료 찌꺼기들은 마시기 전에 제거한다.
제조 방식은 기호나 지방의 풍습에 따라 다양하다. 예를 들어, 어떤 가정에서는 처음부터 모든 재료를 같이 섞어 끓인 후에 바로 채에 걸러서 마시기도 한다. 다른 방식으로는, 재료 혼합물을 뭉근하게 오랜 시간 끓이거나, 처음 찻잎을 끓이다가 맨 마지막에 향신료만 첨가하기도 한다.

### 재료

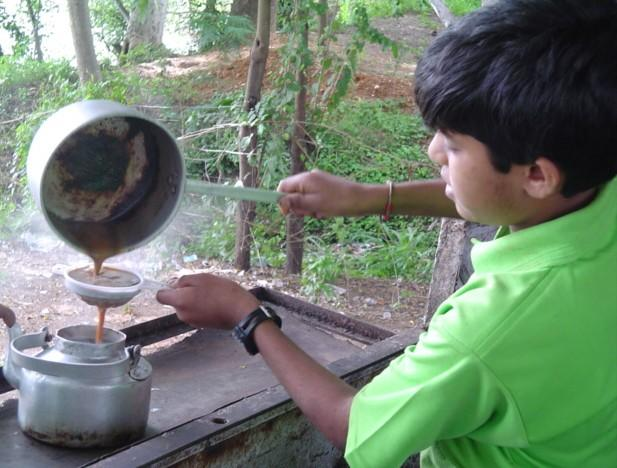
차이를 만드는 소년

마살라 차이를 만드는 방법에는 고정된 레시피가 존재하지 않으며, 가정 고유의 방식들이 다양하게 존재하고 있다. 찻잎이나 가루차는 쓴 타닌 성분이 나오지 않을 정도까지, 짙은 풍미가 우러나오도록 뜨거운 물에 충분히 담가둔다. 레시피의 변화가 다양하지만, 모든 마살라 차이는 다음 4개의 기초 성분을 가지고 있다.

#### 찻잎
주재료로 쓰이는 찻잎은 주로 아삼처럼 향이 강한 홍차를 사용하는데, 이것은 향신료와 감미료의 풍미가 홍차의 향을 누르는 것을 막기 위함이다. 인도에서는 대부분 강한 향의 홍차가 사용되지만, 카슈미르 차이는 건파우더 차(잎이 총탄 모양으로 말린 고급 녹차)를 사용한다.

#### 감미료
백설탕이면 충분하지만, 개인 취향에 따라 데마라라 설탕이나 흑설탕, 종려당, 또는 꿀을 넣어 캐러멜 같은 풍미를 더할 수 있다.
자그리(야자즙으로 만든 정제되지 않은 설탕 덩어리)는 주로 인도의 시골 지역에서 감미료로 사용된다.
많은 양의 설탕을 사용하면 향신료들의 풍미가 더욱 짙어지기도 한다. 가당 연유를 감미료와 우유의 대체품으로 사용하는 경우도 있다.

#### 우유
보통, 진한 맛을 위해 전지유(지방을 탈지하지 않은 고지방 우유)가 사용된다. 일반적으로 마살라 차이는 1/4에서 1/2 분량의 우유와 물을 섞어서 끓인다. 단것을 좋아하는 경우 가당 연유를 넣기도 한다.

#### 향신료

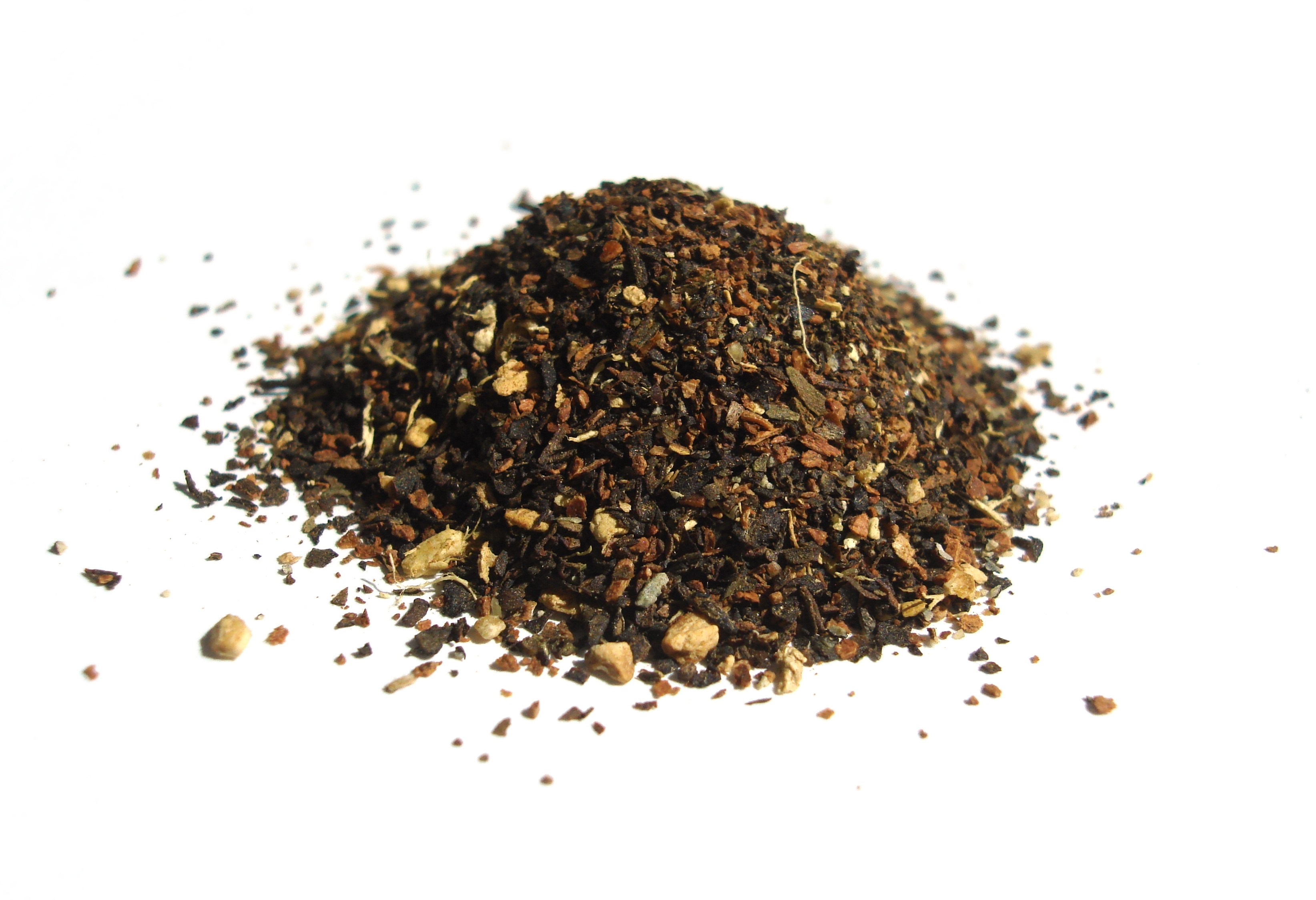
향신료와 잘린 찻잎

마살라 차이는 이른바 따뜻한 향신료들로 우린 음료이다. 대부분의 마살라 차이는 카다멈, 계피, 생강, 팔각, 후추, 정향 등의 향신료를 사용한다.
전통적으로 카다멈이 가장 강한 향을 내는 주요 향신료이나, 인도식 마살라 향신료 혼합물과 요리에서는 정향, 생강, 후추 같은 다른 향신료들 또한 일반적으로 사용된다. 생강과 후추는 얼얼한 풍미를 더하는 용도로 쓰이는데, 향을 강하게 하기 위하여 신선한 생강을 주로 사용한다.
서인도 지방에서는 팔각과 후추, 계피를 꺼리는 반면, 박하잎을 주요 향신료로서 중요하게 취급한다.
카슈미르식 차이는 홍차 대신 녹차를 사용하며, 들어가는 향신료에도 차이가 있다. 주로 아몬드, 카다멈, 계피, 정향과 종종 사프란이 쓰이기도 한다.
기타 향신료 중, 육두구, 장미꽃잎, 감초를 넣는 경우도 있다.

## 같이 보기
- 인도 요리
- 쿨하르
- 다르질링 홍차
- 생강차